# Satish Dhawan
Satish Dhawan (cachemiri : 𑆱𑆠𑆵𑆯 𑆣𑆮𑆤, hindi : सतीश धवन, pendjabi : ਸਤੀਸ਼ ਧਵਨ, ourdou : ستیش دھون; né le 25 septembre 1920 à Srinagar, Jammu-et-Cachemire, Inde britannique, mort le 2 décembre 2002) est un ingénieur aéronautique indien qui a joué un rôle central dans le développement du programme spatial indien notamment en tant que directeur de l'agence spatiale indienne, l'ISRO de 1972 à 1984. 

## Formation
Satish Dhawan effectue ses études supérieures à l'Université du Pendjab à Lahore (aujourd'hui au Pendjab, Pakistan) où il obtient une licence en physique et mathématiques, une licence en ingénierie mécanique et une  maîtrise en littérature anglaise. Il reçoit une bourse du gouvernement qui lui permet de poursuivre des études supérieures aux États-Unis. Il obtient une maitrise en ingénierie aérospatiale à l'Université du Minnesota à Minneapolis. Il poursuit ses études au California Institute of Technology et mène des recherches dans le domaine de la dynamique des fluides tout en passant un doctorat en mathématiques et en ingénierie aérospatiale sous la direction de Hans W. Liepmann. Ses travaux sur les couches limites ont une grande influence dans ce domaine de recherche,.

## Indian Institute of Science (1962–1981)
De retour en Inde en 1952 Satish Dhawan occupe un poste de chercheur à l'Indian Institute of Science de Bengaluru. Au sein de cet organisme de recherche il prend la tête du département d'ingénierie aéronautique en 1955 où il met sur pied le premier laboratoire d'études aérodynamiques du pays et crée des prototypes de soufflerie avec des moyens limités qui serviront de pilote pour les installations de classe internationale construites par le National Aerospace Laboratories. Il prend la tête de l'institut en 1961. Dans ce nouveau poste il développe considérablement l'activité en ouvrant de nombreux départements et en attirant des enseignants de qualité. Sous sa direction l'institut qui comptait 5 sections et disposait d'un budget d'un million US$ ouvre 35 nouvelles sections et gère un budget de 20 millions US$. Au XXIe siècle l'institut est un des centres de recherche les plus côtés d'Asie,.       

## À la tête de l'agence spatiale indienne (1972-1984)
En 1972, alors que Satish Dhawan est en congé sabbatique au California Institute of Technology, il est rappelé en Inde par le premier ministre Indira Gandhi qui souhaite lui confier le programme spatial indien dont le promoteur Vikram Sarabhai vient de décéder le 30 décembre 1971. Il accepte de prendre la direction de l'agence spatiale indienne à condition de conserver son poste de directeur de l'institut de recherche et que le siège de l'agence spatiale indienne, qui se trouvait jusque-là à Ahmedabad dans les locaux de du Physical Research Laboratory, soit installé à Bengaluru. En septembre 1972, Dhawan est nommé à la fois responsable du Space Commission (instance chargée de définir la stratégie spatiale rattachée au premier ministre), secrétaire du Department of Space (structure administrative) et directeur de l'agence spatiale indienne. Sous sa direction (1972–1984), l'Inde devient une puissance spatiale à part entière. L'agence spatiale lance son premier satellite (Aryabhata), développe ses premiers lanceurs (SLV, ASLV,  PSLV) ainsi que toute une gamme de satellites pour couvrant les applications spatiales (téléenseignement, télécommunications, télédétection),.

## Retraite
Après avoir quitté son poste à la tête de l'agence spatiale indienne en 1984, il reste impliqué dans le domaine spatial et aéronautique. Il est à la tête de l'organe chargé de la stratégie spatiale jusqu'à son décès en 2002. À la suite de celui-ci, la  base de lancement de l'agence spatiale située à Sriharikota dans l'Andhra Pradesh est rebaptisée Centre spatial Satish-Dhawan,.